# سیستم کوچی کومین
سیستم کوچی کومین، (به ژاپنی: 公地公民制 こうちこうみんせい) این سیستمی است که در آن تمام سرزمین‌ها و مردمی که در طی فرایند استقرار سیستم ریتسوریوی ژاپن از دوره آسوکا تا دوره نارا که با اصلاحات تایکا آغاز شد به وجود آمدند، متعلق به عموم مردم، یعنی به امپراتور ژاپن بودند. در ژاپن، از جنگ جهانی دوم، سیستم مدنی زمین‌های عمومی مهم‌ترین سیستمی است که اساس سیستم باستانی ریتسوریو را تشکیل می‌دهد. در پادشاهی باستانی ژاپن یاماتو در قرن ۴–۶، کنترل دولت بر زمین‌های این ایالت، به استثنای سهمیه‌های خانواده امپراتوری، به‌طور غیرمستقیم از طریق اشراف منطقه ای اعمال می‌شد که از نسلی به نسل دیگر مالک خصوصی اراضی و جمعیت این اراضی بودند.. این سیستم سیاسی-اقتصادی زمانی که در اواسط قرن هفتم در ارتباط با تلاش چین برای تصرف شبه‌جزیره کره، تهدید تهاجم خارجی بر ژاپن نمایان شد، شروع به نیاز به تغییرات فوری کرد.
امپراتور کوتوکو که به دلیل حادثه ایشی در سال ۶۴۵ (سال اول تایکا) بر تخت نشست، یک سیاست اداری جدید را در سال بعد، ۶۴۶ (سال دوم تایکا) به عنوان یک فرمان اصلاحی اعلام کرد. فرمان امپراتوری شامل چهار بند اصلی و متن فرعی برای هر بند اصلی بود. در ماده ۱ این قانون آمده است. در سال ۶۴۵، در نتیجه یک کودتا، شاهزاده ناکا نو اوئه و زیردستانش ناکاتومی نو کاماتاری، خاندان سوگا را که سنگر حامیان نظام قدیم بود، نابود کردند و با حمایت امپراتور جدید، تغییرات اساسی را با هدف ایجاد یک دولت متمرکز آغاز کرد. در آغاز سال ۶۴۶، «فرمان اصلاحات» امپراتوری اعلام شد که در آن، با الگوبرداری از اصل چینی مالکیت دولتی بر زمین و جمعیت، اصل یا سیستم کوچی کومین اعلام شد. تمام زمین‌ها، عمدتاً مزارع قابل کشت و همچنین جمعیت ژاپن تحت کنترل مستقیم امپراتور قرار گرفت. قدرت واقعی در سطح محلی باید توسط دستگاه بوروکراتیک اعمال می‌شد که چارچوب دولت متمرکز را تشکیل می‌داد. این اصول، که در فرمان ۶۴۶ اعلام شد، در قانون تایهو گنجانده شد.